# Атлети (Стародавня Греція)
Атлети (від грец. ἀθλητής) — учасники Олімпійських ігор в стародавній Греції. Атлети, які ставали переможцями, називались олімпіоніками.
Атлети були чоловіками, змагалися в десяти традиційних видах спорту. Це були містяни, обрані різними полісами. Вони обов'язково мали бути греками, шанувати богів і закони власної держави і тренуватися не менше десяти місяців.
Впродовж ігор атлети проживали в олімпійському селищі. Змагалися оголеними. Після кожного виду змагань оголошували ім'я переможця і назву міста уродженцем якого він був. Члени судійської колегії вручали йому пальмову гілку — символ перемоги. Проте найбільший тріумф чекав атлета, коли він повертався в рідне місто. На зустріч переможцю виходили всі громадяни міста. Атлет у розкішному пурпуровому одязі в'їжджав в місто на колісниці, яка була запряжена четвіркою коней.
Тариф нагород (у денаріях), що присуджувалися під час свят на честь Афродіти у 1 столітті, вже в добу римського панування, свідчить про статус окремих видів змагань:
- дромос — біг на довгу дистанцію — 750;
- пентатлон — 500;
- гоплітодром — біг у бойовому спорядженні — 500;
- спринт — 1250;
- панкратіон — 3000;
- боротьба — 2000;
- дидромос — біг на 2 стадії −1000;
- кулачний бій — 2000.

Порушників карали штрафами. На кошти, отримані від порушників, створювали бронзові статуї Зевса, які встановлювали перед входом на стадіон.